# NOBLE☆WORKS
《NOBLE☆WORKS》（のーぶる☆わーくす）是日本成人遊戲公司YUZUSOFT於2010年12月24日發售的美少女遊戲。它是YUZUSOFT5周年紀念作並為其第五部作品。簡稱。

## 概要
在企劃會議上原本是提議使用諸如「和少女們奇妙的關係」（日语：嬢々に奇妙な関係）等含劇透內容的標題，之後則建議用帶有「高貴」意思的「noble」和「工作」含義的「work」的合成詞「NOBLE WORKS」，最後決定採用以平假名標記「NOBLE WORKS」並加上「☆」的作為標題名稱。

## 簡介
藤島匠是個貧窮學生，他意外在路上遇見和自己長得很像的少年兼元朱里。由於朱里體弱多病無法上學的緣故，因此匠被委託代替這位富豪家大少爺去私立六麓学院上課，他迫於無奈缺錢於是接下了這份委託，一邊努力扮演好替身的工作，也與少女們邂逅戀愛。

## 登場角色

### 主要角色
藤島匠
本作的男主角。原本是高中三年級學生，在六麓學院是一年級學生。粗通将棋。家庭贫困所以独身一人在外打工，也因此学到了不少本事。和燈里的弟弟長得很像因此被招攬成為朱里的影武者，過了試用期後正式繼續擔任影武者時在伊角的要求下也兼任了燈里所住的大宅的執事。
兼元燈里（聲：真中海）
兼元集團的大小姐，六麓學院二年級學生。有個和匠長相非常相似的弟弟朱里。個性認真但非常的不坦率。早上很難醒來，非常怕喝燙的東西。缺乏性知識甚至覺得接吻就會懷孕。
個人路線提到燈里其實是兼元伊角過去和其母親私奔時產下的私生女，燈里的母親因得知伊角的身分和有未婚妻存在後不願造成他的困擾未告知自己懷有身孕就離開了他並一人獨自撫養燈里長大，直到約三、四年前燈里的母親臨終前才將他託付給伊角照顧。燈里也因對自己的身分有自覺為了財團一直以來自願成為政策聯姻的棋子。也因此在匠被其他學生告白後雖然因為嫉妒發現了自己對匠的感情卻不願意承認，之後在瀨奈推波助瀾下兩人向對方表明了自己對對方的感情後交往，但燈里仍對於如果獻身給匠失去純潔會導致自己失去在兼元家的價值而恐懼，最終燈里克服了恐懼將自己的純潔交給了匠。其後兩人的關係因意外被茅明發覺，兩人決定一起向伊角坦白交往一事，匠也從伊角口中得知他其實也不打算讓燈里當政策聯姻的旗子，雖然對兩人交往有意見但對於燈里想要自由的追求自己的幸福一事感到欣慰而同意兩人交往。之後伊角因遇到了車禍陷入昏迷，伊角所經營的公司的董事出現在燈里的面前騙他伊角認同為了要挽救經營不善的公司要燈里為了政策聯姻去相親，並將礙事的匠開除把他趕出兼元家。對董事的做法感到不信任的匠協同友人的幫助查出了董事貪汙以及幕後指使綁架朱里的證據後與朱里和茅明一起舉發董事並救出軟禁在大宅的燈里。事後伊角醒來後向燈里表明了自己的愧疚以及希望他不要被家族所束縛該放手去追求自己的幸福的想法。其後因朱里退院匠也結束了影武者的身分，但為了得到伊角的認同在兼元底下工作的同時繼續留在大宅中擔任執事。一年後燈里即將畢業的時候匠向燈里求婚並得到了他的應許。
月山瀨奈（聲：五行薺）
兼元家的女僕，六麓學院三年級學生。擅長打理家務，有著无论多么高級的食材或者低级的食材都能烹調成一致的普通的料理的能力。只有在生病的时候会做得特别好吃。灯里凭借这点判断她的健康情况。個性悶騷常常會將匠的發言聯想到非常糟糕的方向去。
個人路線提到從小就失去雙親被親戚收養，但無法融入親戚的家庭中被身為雙親的友人的兼元伊角收養，在個人的意願下成為女僕。因對家庭溫暖的渴望的關係將在自己感冒時照顧自己的匠與父親的身影重疊後開始逐漸依賴他，但也因為雙方對此有自覺儘管兩人察覺到自己對對方的心意後卻遲遲無法開口，直到匠決定鼓起勇氣向瀨奈告白後兩人才終於開始交往。而在之後瀨奈的親戚向他提出了再一次一起同居的邀請，燈里也向瀨奈建議和親戚同居或許對他比較好，這也使得瀨奈開始擔心如果選擇去親戚家的話將會失去在兼元家的歸屬，看到這樣的瀨奈匠向他提議要瀨奈假裝離家出走來了解燈里真正的想法。相信瀨奈真的離家出走的燈里也說出了自己也不希望瀨奈離開的真心話，躲在旁邊偷聽的瀨奈也下定決心拒絕親戚的邀請留在兼元家。事件結束後匠向瀨奈求婚，瀨奈雖然接受但希望能等到一切都準備好後再將婚姻屆送出去。兩個禮拜後由於朱里出院的關係匠結束了身為影武者的任務即將離開兼元家。做為對匠和瀨奈的感謝，燈里等人在大宅中為兩人舉辦婚禮，兩人也在眾人的面前立下了愛的誓言。
正宗靜流（聲：夏野冰）
六麓學院二年級學生，正宗集團的大小姐。擅长长刀，将棋入门者。非常嚮往平民的生活文化。由於不甘因不熟悉將棋輸給自己的祖父，得知匠擅長將棋後請求他教導自己，經過指導後成功地贏過自己的祖父。
國廣日向（聲：佐佐露香）
原本是匠的學妹，後來轉學到六麓學院成為匠的同學。原本出身於庶民家庭，但由於私奔的雙親和祖父母和解的緣故，被接回祖父母家過著上流階級的生活。最初匠對他隱瞞自己是影武者一事不過還是幫助剛轉學過來的日向融入班級，其後被起疑的日向用計發現匠的身分。由於原本過著平民生活因此非常不習慣上流社會的飲食。
長光麻夜（聲：青葉林檎）
匠的同學，老家是黑道。故事開始時拯救了被誤認是朱里而差點被綁架的匠。因不擅長和別人交流的關係在班上除了兒時玩伴的虎鐵外沒有其他的朋友，在匠的幫助下逐漸和其他同學有了互動並對此非常感謝他。

### 其他角色
安綱螢（聲：みる）
六麓學院的新任老師。喜欢喝酒。
源茅明（聲：井村屋ほのか）
兼元家的女僕長。本作中无敌的存在，除了女僕的工作外也兼任教育、護衛和伊角的秘書等多項工作，當匠做出一些越矩的行為時(通常都是意外或者是說明的人講法讓人誤會)會把他拖去拷問(個人宣稱這方面的技巧是從影片上學的)。房間裡藏了很多同人本，被發現時會出現平時不會有的動搖表情。
三条真琴（聲：鈴木蘭）
匠的同學，朱里本人還在學時的唯一友人。家裡是經營服裝品牌，時常會說出許多糟糕的發言引起混亂。已成為設計師為目標，會將自己設計出來的飾品交給店家販售。
長曾祢虎鐵（聲：佐藤健吾）
匠的同學。麻夜的幼驯染。老家經營飲料製造，個性有一點懦弱，非常尊敬麻夜並常常稱他為大小姐(但常被麻夜要求不要這樣叫他)。
兼元伊角
燈里和朱里的父親，兼元集團的經營者。非常疼愛自己的孩子尤其對燈里特別的溺愛，聽到匠擔任影武者其間將與燈里同居而鬧脾氣(其後被茅明用電擊棒制止)，匠決定正式擔任影武者的工作時也為了不讓匠有太多空閒時間和燈里相處要求他兼任大宅執事的工作。燈里線提到他為了撫養燈里飽受親戚和董事的閒言閒語更和自己的妻子吵架分居。也因為自己過去的遭遇雖然對兩人交往有意見，但最終還是尊重燈里的決定希望他能追求自己的幸福。
兼元朱里（聲：島真閑）
兼元集團的大少爺，燈里的弟弟。從小身體虛弱，常常進出醫院，夢想是繼承家業因此希望能順利地從六麓學院畢業，為了幫助他完成這夢想也是匠願意繼續擔任影武者的其中一個原因。燈里線得知其實是同父異母的弟弟，對於燈里這個突然出現的姊姊仍舊以和善的態度接納他。
正宗晋海（聲：事務台車）
靜流的祖父，正宗集團的經營者，六麓學院的理事長。智慧和威望很高。喜歡下將棋。

## 工作人員
- 企劃/原案：[5]
- 人物設定：、
- 劇本：、
- 音樂：Famishin、Angel Note
- 監製/音響：Famishin

## 主題曲
OP「Change&Chance!」
作詞：榊原由依　作曲：Famishin　編曲：NGTA (Angel Note)　歌：榊原由依
ED
作詞：霜月遙　作曲：Famishin　編曲：井ノ原智 (Angel Note)　歌：霜月遙

## 評價
本作品獲得『Getchu.com』「美少女遊戲大賞2012」（美少女ゲーム大賞2012）綜合部門第7位。

## 外部連結
- NOBLE☆WORKS官方網站 （页面存档备份，存于）（日語）
- 《NOBLE☆WORKS》在視覺小說數據庫的頁面 （英文）